# Communauté de communes Terre de Cro-Magnon
Pour les articles homonymes, voir Cro-Magnon.
La communauté de communes Terre de Cro-Magnon est une ancienne communauté de communes française située dans le département de la Dordogne, en région Aquitaine.
Elle faisait partie du Pays du Périgord noir.

## Historique
Créée le 19 décembre 2000, la communauté de communes prend son nom définitif le 30 août 2001.
Les dernières communes adhérentes sont :
- Tursac le 3 avril 2002,
- Journiac le 31 mars 2003,
- Saint-Avit-de-Vialard le 19 décembre 2003.

Au 1er janvier 2014, elle fusionne avec la communauté de communes de la Vallée de la Vézère. La nouvelle intercommunalité regroupe 26 communes et prend le nom de communauté de communes de la Vallée de l'Homme.

## Composition
De 2004 à 2013, la communauté de communes Terre de Cro-Magnon regroupait les dix communes du canton du Bugue, auxquelles s'ajoutaient Les Eyzies-de-Tayac-Sireuil, Rouffignac-Saint-Cernin-de-Reilhac, Saint-Chamassy et Tursac :
1. Le Bugue
2. Campagne
3. Les Eyzies-de-Tayac-Sireuil
4. Fleurac
5. Journiac
6. Manaurie
7. Mauzens-et-Miremont
8. Rouffignac-Saint-Cernin-de-Reilhac
9. Saint-Avit-de-Vialard
10. Saint-Chamassy
11. Saint-Cirq
12. Saint-Félix-de-Reillac-et-Mortemart
13. Savignac-de-Miremont
14. Tursac

## Administration
| Période      | Période       | Identité          | Étiquette | Qualité                                                 |
| ------------ | ------------- | ----------------- | --------- | ------------------------------------------------------- |
| janvier 2001 | avril 2008    | Jean-Gérard Faure | UMP       | Maire de Rouffignac-Saint-Cernin-de-Reilhac (1977-2008) |
| avril 2008   | décembre 2013 | Philippe Lagarde  | SE        | Maire des Eyzies-de-Tayac-Sireuil (depuis 1995)         |

## Compétences
- Action sociale
- Activités culturelles ou socioculturelles
- Assainissement
- Cadre de vie
- Environnement
- Équipements ou établissements culturels, socioculturels, socioéducatifs, sportifs
- Pays du Périgord noir
- Plans locaux d'urbanisme
- Programme local de l'habitat
- Tourisme : compétences liées à l'office de tourisme Terre de Cro-Magnon mis en place en avril 2007
- Voirie
- Zones d'activités industrielle, commerciale, tertiaire, artisanale ou touristique
- Zones d'aménagement concerté (ZAC)

### Sources
- Le SPLAF (Site sur la Population et les Limites Administratives de la France)
- La base ASPIC de la Dordogne - (Accès des Services Publics aux Informations sur les Collectivités)